# Drzewo wyprowadzenia

Proste drzewo wyprowadzenia

Drzewo wyprowadzenia (ang. parse tree), czyli drzewo składni konkretnej (ang. concrete syntax tree) – wynik przeprowadzenia analizy składniowej zdania (słowa) zgodnie z pewną gramatyką. Liśćmi w takim drzewie są symbole terminalne gramatyki (ew. {\displaystyle \varepsilon }), wierzchołkami wewnętrznymi symbole nieterminalne, a korzeniem symbol startowy. Węzeł {\displaystyle A} z potomkami {\displaystyle X_{1}X_{2}\ldots X_{n}} może istnieć w takim drzewie, jeśli w gramatyce jest produkcja {\displaystyle A\to X_{1}X_{2}\ldots X_{n}.}